# Pseudocranae bimaculata
Pseudocranae bimaculata är en insektsart som beskrevs av Willemse, C. 1935. Pseudocranae bimaculata ingår i släktet Pseudocranae och familjen gräshoppor. Inga underarter finns listade i Catalogue of Life.